# Owen Paterson
Owen Paterson é um diretor de produção australiano, responsável pela concepção (design) e o look futurista da série The Matrix. Ele reside em Sydney com sua esposa e dois filhos.
Seu trabalho com as irmãs Wachowski continuou com V for Vendetta  e Speed Racer.
Antes de The Matrix, Paterson fez filmes na Australia como The Adventures of Priscilla, Queen of the Desert (ganhando o AFI Award) e Welcome to Woop Woop com o diretor Stephan Elliott.

## Ligações Externas
- Owen Paterson. no IMDb.